# The Flying Nun
The Flying Nun (br: A Noviça Voadora) foi um seriado de TV produzido pela Screen Gems para a ABC de 1967 a 1970. A história é baseada no livro de 1965 The Fifteenth Pelican, de autoria de Tere Rios.Em 2006, as 1ª e 2ª temporadas foram lançadas em DVD. Infelizmente, não há sinais da 3ª e última temporada ser também lançada em DVD. Em 2016 a série é exibida na Rede Brasil de Televisão.

## Tramas
Os episódios são centrados nas aventuras de um grupo de freiras no convento San Tanco na cidade de San Juan em Porto Rico. A parte cômica era provida pela inexplicável habilidade de voar de uma noviça, Irmã Bertrille, interpretada por Sally Field. Essa habilidade era atribuída aos fortes ventos na região e que faziam a noviça voar devido a sua pequena estatura e peso. Conseguia controlar o voo manipulando as abas da sua "cornete" (um capuz do tipo usada pela ordem das Irmãs de Caridade de São Vicente de Paulo, que, com adaptações para televisão, no seu formato, se pareciam com asas de pássaros, apesar da Irmã Bertrille nunca ter afirmado essa origem). Seus talentos voadores causavam tantos problemas quanto resolviam. Ela era natural de Chicago e chegara em San Juan de Nova Iorque após ser presa por se envolver em um protesto. No episódio "My Sister, The Sister" foi revelado que a Irmã Bertrille era de uma família de médicos e que foi a única a não seguir essa carreira. Se tornou freira influenciada pelo trabalho missionário de uma tia e desmanchou um namoro de oito meses com um vendedor.

## Personagens

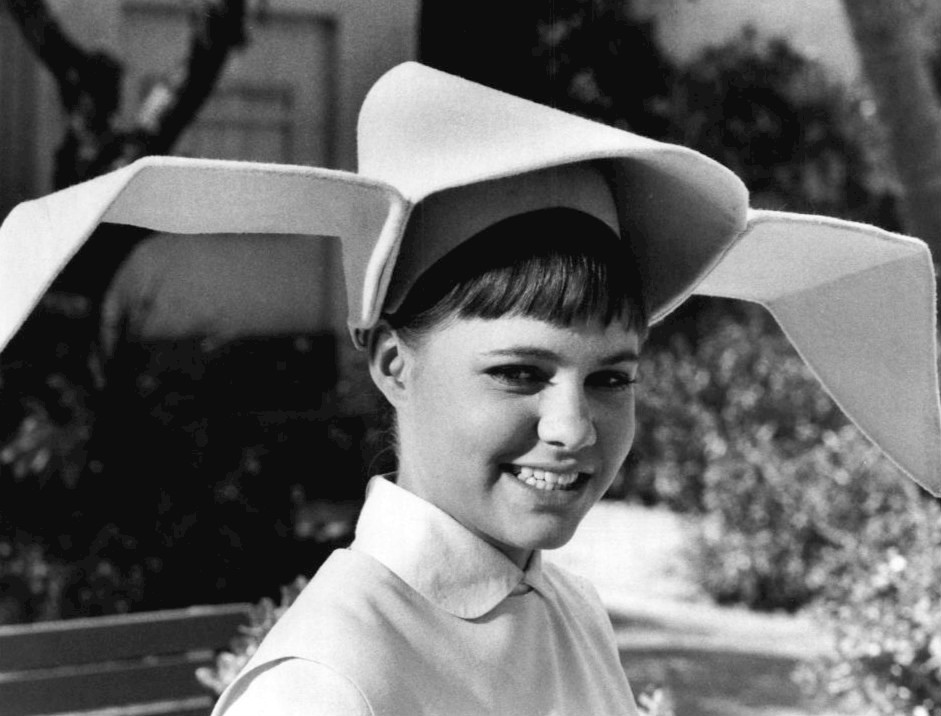
Sally Field como a Irmã Betrille em 1968

- Sally Field...Irmã Bertrille - o verdadeiro nome dela é Elsie Ethrington. Foi o segundo papel de  Field numa sitcom, o anterior foi Gidget (1965-1966).
- Madeleine Sherwood...Madre Superiora Placido - a arrogante mas gentil mulher que comanda o convento.
- Marge Redmond...Irmã Jacqueline - uma freira sábia com senso de humor e amiga da Irmã Bertrille. A voz dela é ouvida como narradora em todos os episódios.
- Shelley Morrison...Irmã Sixto - freira de Porto Rico que fala inglês usando "gírias"
- Linda Dangcil...Irmã Ana - uma jovem freira.
- Vito Scotti...Capitão Gaspar Fomento - Oficial de polícia local que nunca viu a irmã Bertrille voar
- Alejandro Rey...Carlos Ramirez - playboy paquerador e proprietário de cassino. Ele foi um órfão que cresceu com as freiras e lhes é grato, sempre envolvido nos planos malucos da Irmã Bertrille.

## Dublagem Brasileira
- Irmã Bertrille: Aliomar de Matos
- Irmã Jacqueline: Noeli Mendes
- Reverenda Madre Superiora Lydia Plácido: Judy Teixeira
- Carlos Ramíres: Marcelo Gastaldi
- Irmã Sixto: Dulcemar Vieira
- Irmã Ana: Maralise Tartarine (1ª voz) e Maria Inês (2ª voz)
- Estúdio: AIC

## Produção
Após o cancelamento pela ABC de Gidget, os produtores tinham a intenção de manter Sally Field no ar. Mas a atriz não queria o papel e só voltou atrás quando seu padrasto Jock Mahoney lhe avisou que ficaria fora da televisão se não aceitasse. A Screen Gems não gostou da segunda escolha, Ronne Troup, que já havia começado a filmar o episódio piloto. Field lembrou que fora suspensa de forma humilhante por um guindaste num desfile de diretores de televisão, com as garras lhe segurando pelo ombros e a mudando de lugar como se fosse um objeto. A co-protagonista Madeleine Sherwood encorajou-lhe a tomar aulas de interpretação. Field comentou que gostava muito de seu papel em Gidget e se orgulhava de seu trabalho naquele programa, mas tinha vergonha de The Flying Nun.
Antes do início do trabalho em The Flying Nun, os produtores estavam preocupados com a forma que o programa seria recebido pelos católicos. Num esforço para se prevenirem contra as críticas dos religiosos, aceitaram os conselhos da National Catholic Office for Radio and Television ou NCORT, creditados na tela.
Os jardins do convento de San Juan eram na verdade a parte de trás de um rancho cinematográfico da Warner Brothers em Burbank, Califórnia. No episódio-piloto as imagens de abertura e encerramento foram realmente realizadas em Porto Rico.
Um disco com a trilha sonora da série cantada por Sally Field, com o título de Star Of "The Flying Nun" foi lançado pela Colgems em 1967.
A série gradualmente mudou o estilo de comédia na segunda temporada, se tornando mais "pastelão" e outras formas de humor físico, instigados principalmente pelo excesso de zelo do personagem do Capitão Gaspar Fomento (Vito Scotti). Na terceira e final temporada, reverteu para o humor "caloroso e adocicado" dos primeiros episódios. Outro problema para os produtores foi a gravidez de Field de seu primeiro filho durante a última temporada. Isso era um pesadelo para a série pois a personagem supostamente voava por ser extremamente magra, além de ser celibatária. A solução foi filmar a atriz apenas até logo abaixo do queixo e usar dublês nas sequências de voos.
Quando o programa terminou, Field protagonizou outra série cômica, The Girl with Something Extra. Ela mais tarde conseguiria mudar para dramas e filmes de longa-metragem, como era a vontade dela desde essa época.

## Premiação
Apesar do programa não agradar aos críticos norte-americanos, Marge Redmond foi indicada ao Emmy Award na categoria de Atriz Coadjuvante em séries cômicas, pelo seu papel de Irmã Jacqueline durante a temporada 1967–68. Ela perdeu para Marion Lorne, homenageada postumamente pelo seu papel de "Tia Clara" em Bewitched.

## Romances
Uma série de romances baseados nos personagens e diálogos da série foram escritas por William Johnston e publicada pela Ace Books na década de 1960.